# بالا محلة غيلدة (دهغاه)
بالا محلة غیلدة (بالفارسية: بالامحله گیلده) هي قرية تقع في إيران في غيلان. يقدر عدد سكانها بـ 364 نسمة بحسب إحصاء 2016.